# Гурський Валерій Володимирович
Гурський Валерій Володимирович (нар. 9 липня 1954, Ковель, УРСР — †13 грудня 2006, Кльватка Кролевська, Польща) — український  та німецький   художник, скульптор, поет, мислитель. Виїхав з СРСР у 1990  році і відтоді проживав у містах Німеччини, нерідко відвідуючи батьківщину. Представник  Нової хвилі, учасник  київского альтернативного художнього об'єднання  Біла ворона  та інших неофіційних угруповань. Протиставляв  свою експресіоністичну творчість ідеологічним завданням  соцреалізму.
Зазнав впливу видатного українського поета  Тараса Шевченка, виступаючи за збереження української мови,   розвивав теософську концепцію мистецтва.

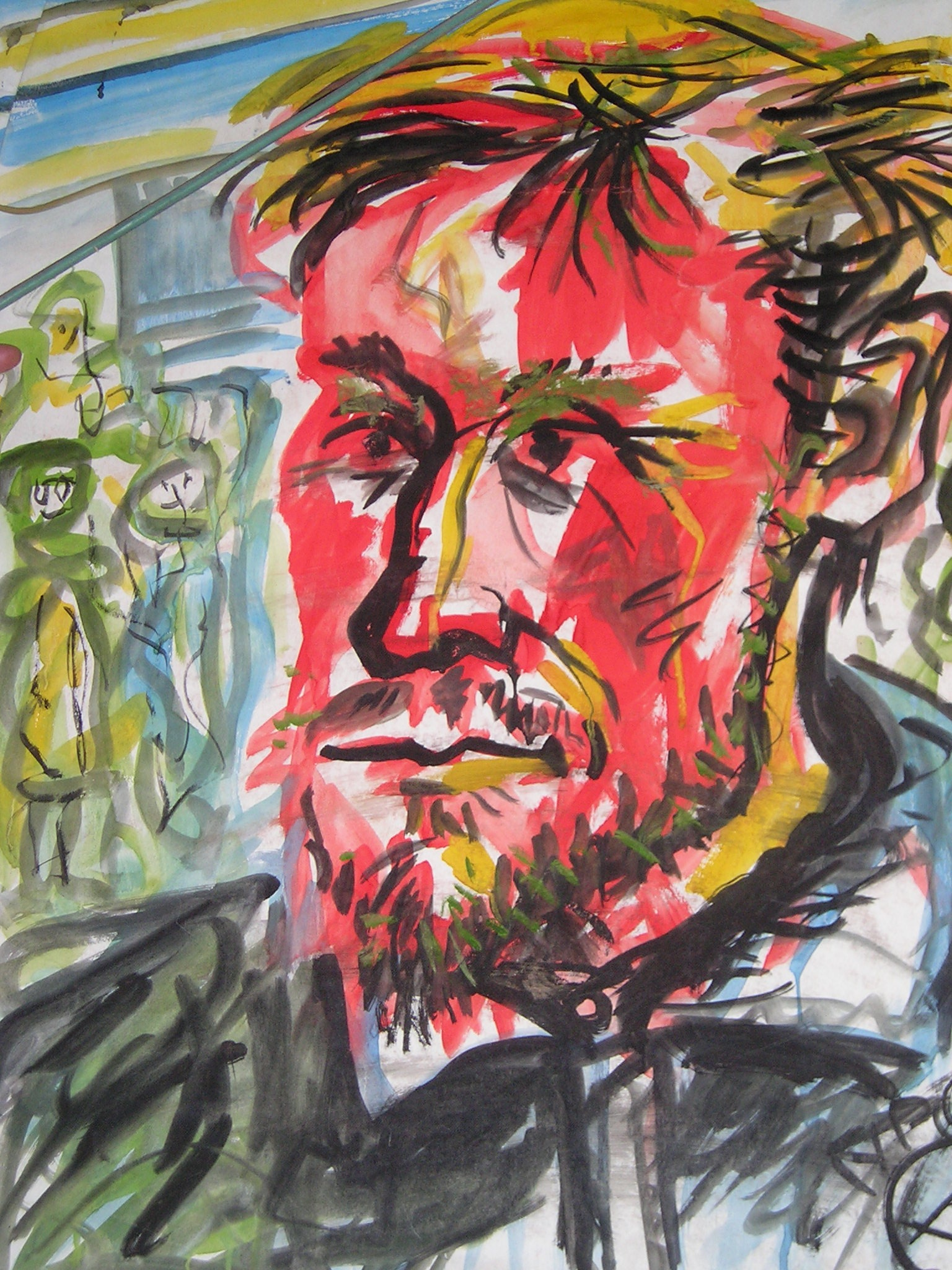
Валерій Гурський. Автопортрет.1990-і

## Життєпис і творчість
Валерій Гурський походив із родини священника в  Ковелі,  що виховало у нього серйозне ставлення до  подальших духовних пошуків. У 1972 році він закінчив навчання  у Ковельському профтехучилища №5 на різьбяра по дереву, а згодом був направлений на будівництво  Курської  атомної електростанції, через релігійну відмову служити в армії. . Після роботи на будівництві електростанції повернувся додому, працював  художнім різьбярем по дереву, викладачем Ковельського профтехучилища, створював скульптури та картини. Він заснував групу художників-експресіоністів «Хто?»/«Wer?», виставляв картини на міжнародних арт-фестивалях, брав участь у конференціях нонконформістських художників. У  грудні 1988 року брав участь у великому форумі київських  авангардистів у кінотеатрі «Зоряний», яка завершилась влітку 1989 року.
Своїми поглядами він різко протиставляв себе ідеологіям і доктринам, нав’язаним державою, таким як атеїзм, канони у мистецтві та ідеал радянської унітарної держави з єдиною російською мовою, був також в опозиції до просистемної РПЦ. Сильне прагнення до мистецької  та соціальної свободи призвели його до дискримінації з боку держави. Він більше не бачив жодних перспектив для свого життя та мистецького розвитку в СРСР і покинув батьківщину в 1990 році, хоча постійно підтримував зв’язки з родичами та друзями. Гурский прибув до  Мюнхена,  , а там, через три тижні після в’їзду, був заарештований поліцією під час малювання на площі і утримувався в депортаційному арешті протягом трьох тижнів. У в’язниці він відповів на це голодуванням і подав заяву на отримання притулку. Пізніше він відтворив подію у роботі «Штамп», зе зобразив, як художника заарештовує і «штампує» поліція. Радянського Союзу.
Під час тривалої процедури надання притулку Гурскі взяв участь приблизно у 50 виставках і мистецьких заходах у південній Німеччині з 1990 по 1995 рік. Навесні 1995 року він переїхав із Мюнхена до Дітценбаха. Там він  написав поему, присвячену  красі місцевості, вирізав з дерева казкові алегоричні фігури, зібравши з світу флори і фауни «Плем’я лісових духів». Місто Дітценбах купило дерев’яну скульптуру та встановило її перед ратушею у 1995.. 

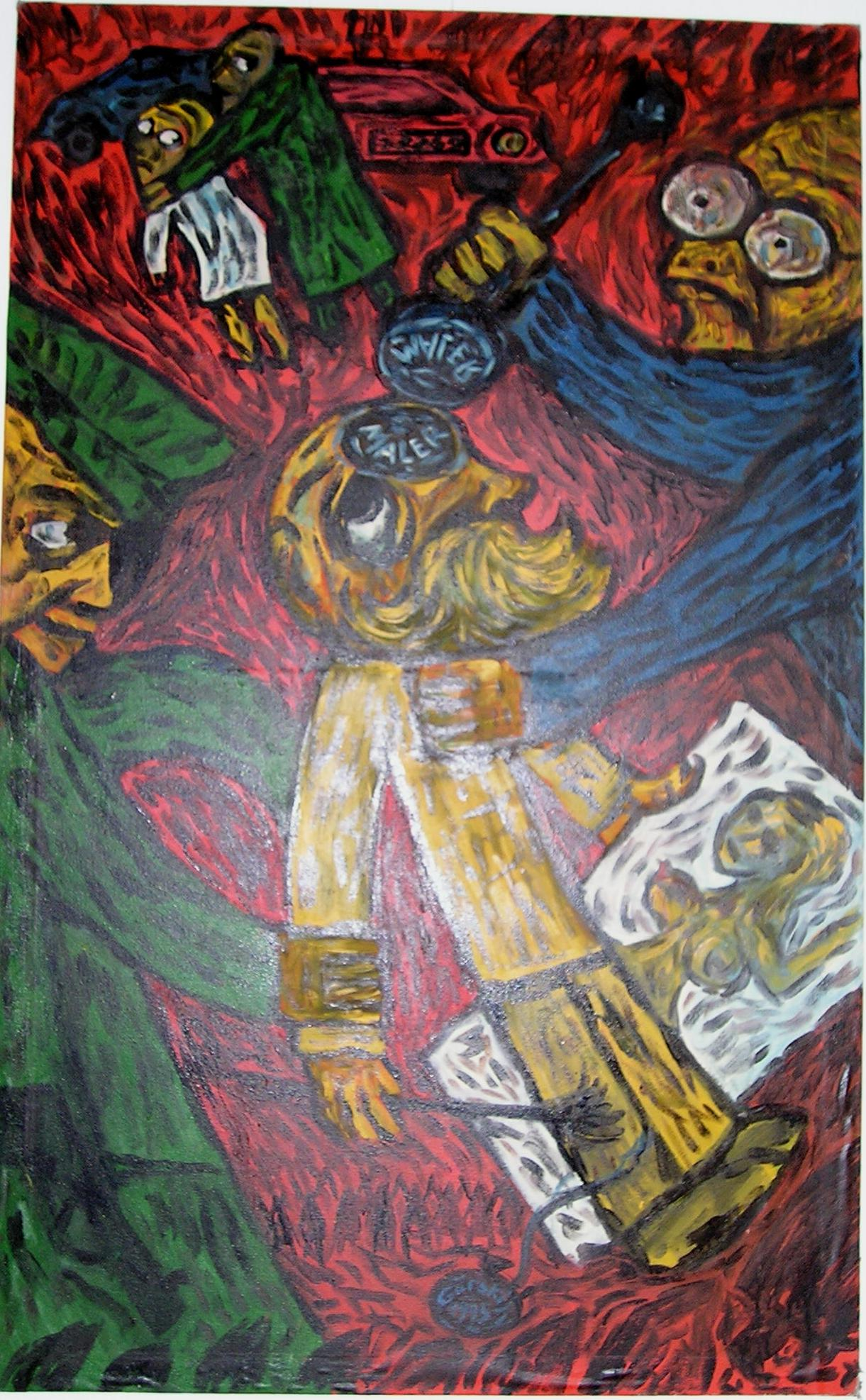
Валерій Гурський.Штамп.1990

У 1999  через нові обставини  переїхав  у Вісбаден. Гурский малював багато міських пейзажів та парків, вулиць і фасадів будинків у Вісбадені, Майнці та Франкфурті-на-Майні. Створив чимало виразних портретів і ню. Його твори й фотографії прикрашають юридичні фірми, аптеки,  магазини, ресторани, квартири,  палати суддів  та парламент. 
У своєму житті Валерій  пройшов чимало випробувань, був священнослужителем, бізнесменом. В Німеччині співробітничав з галеристом Хорстом Шефером, який шанобливо збирав його твори. Під час свого 16-річного перебування в Німеччині він створив сотні картин у різноманітних форматах і стилях. Мистецтво було, у певному сенсі, для нього формою поклоніння. Художня репрезентація без відношення до Бога означала для нього безглуздість. У своєму (єдиному) мистецько-теоретичному тексті, написаному в 1995 році під назвою «Роздуми про духовне в мистецтві», він писав: «Велич мистецтва залежить не лише від абстрактної чи образотворчої думки, але й від ступеня його зв’язку з вічним»..
Загинув в автокатастрофі під час поїздки з України до Німеччини, яка сталася на території Польщі. Похований у Ковелі.